# Villarejo de Fuentes
Villarejo de Fuentes község Spanyolországban, Cuenca tartományban. Villarejo de Fuentes Almonacid del Marquesado, Alconchel de la Estrella, Puebla de Almenara, El Hito, Montalbo, Villar de Cañas, Fuentelespino de Haro, Tresjuncos és Hontanaya községekkel határos. Lakosainak száma 400 fő (2024).

## Népesség
A település népessége az utóbbi években az alábbiak szerint változott:
| Lakosok száma | 784  | 727  | 717  | 694  | 692  | 519  | 485  | 429  | 401  | 400  |
|               | 2001 | 2004 | 2006 | 2009 | 2011 | 2014 | 2016 | 2019 | 2021 | 2024 |